# Guizygiella haoyangi
Espèce
Guizygiella haoyangi est une espèce d'araignées aranéomorphes de la famille des Araneidae.

## Distribution
Cette espèce est endémique du Fujian en Chine,. Elle se rencontre dans le xian de Minhou.

## Description
Le mâle holotype mesure 2,9 mm.

## Systématique et taxinomie
Cette espèce a été décrite par Yao et Liu en 2025.

## Étymologie
Cette espèce est nommée en l'honneur de Hao-yang Ni.

## Publication originale
- Wang, Chen, Yao & Liu, 2025 : « A new and a new recorded species of the genus Guizygiella Zhu, Kim & Song, 1997 from southern China (Araneae: Araneidae). » Acta Arachnologica Sinica, vol. 34, no 1, p. 21-27.